# Meteorus euschausiae
Meteorus euschausiae är en stekelart som beskrevs av Muesebeck 1923. Meteorus euschausiae ingår i släktet Meteorus och familjen bracksteklar. Inga underarter finns listade i Catalogue of Life.